# Detlev von Ahlefeldt (1612–1686)
Detlev von Ahlefeldt (* 1612; † 8. November 1686 in Hamburg) war Herr auf Haseldorf, Haselau, Kaden, und Träger des Danebrog-Orden und des Elefanten-Ordens.

## Leben
Detlev von Ahlefeldt, Herr auf Haseldorf, Haselau und Kaden wurde im Jahr 1612 geboren. Am 1. Mai 1652 erhielt er seine Bestallung als Amtmann von Flensburg, dieses Amt führte er bis zum Jahr 1680 aus. In einer Urkunde eines königlichen Rescripts vom Jahre 1653 wird er als Amtmann von Flensburg, Landrat und Obrist bestätigt. Während des Schwedischen Krieges von 1657 bis 1663 fungierte er als General-Kriegskommissar für die Herzogtümer. Im Jahre 1658 schloss er als dänischer Gesandter am Kurbrandenburgischen und Königlich Polnischen Hofe mit Brandenburg einen Offensiv-Allianz-Vertrag gegen Schweden ab. 1659 war er wieder als Obrist an der Spitze seines Reiterregiments. 1660 fungierte er als Gesandter in Berlin. Am 11. Juli 1661 leistete er in Gottorp den Huldigungseid. Am 21. April 1663 begab er sich als außerordentlicher Gesandter nach Königsberg an den Hof des Kurfürsten von Brandenburg, um in Sachen des vormaligen dänischen Reichshofmeisters Corfiz von Ulfeld zu unterhandeln. 1666 schloss er mit dem Kurfürsten von Brandenburg einen Defensiv-Vertrag auf 8 Jahre ab. Am 31. Dezember 1666 begleitete er die Prinzessin Anna Sophie von Dänemark, die Tochter des Königs Friedrich III., vermählt mit dem Kurfürsten Johann Georg III. von Sachsen, nach Dresden und blieb während des Winters am dortigen Hofe. Im Jahre 1667 regulierte er am Hofe zu Kassel als Gesandter die Heirat des Kronprinzen von Dänemark mit der Prinzessin Charlotte Amalie von Hessen-Kassel und erhielt dafür am Vermählungstage, am 25. Juni 1667, den Elefanten-Orden. Im Jahre 1672 wurde er Königlicher Geheimer Rat und 1678 ging er wieder als Gesandter an den Kursächsischen Hof und 1679 an den Kurbrandenburgischen.
Im Jahre 1680 wurde er auf sein Ansuchen aller seiner Ämter enthoben und zog sich nach Hamburg zurück, wo er am 8. November 1686 starb. Seine Gemahlin war Ida von Pogwisch, geboren am 15. September 1619 und gestorben am 31. Oktober 1679. Sie war eine Tochter des Siegfried von Pogwisch auf Hagen, Haselau und Kaden und der Magdalena von Pogwisch aus dem Hause Farve, und brachte ihrem Gatten die Güter Haselau und Kaden als Mitgift mit. Mit ihr hatte er fünf Kinder, unter denen auch Christine von Ahlefeldt war.

## Erläuterungen
1. ↑  
Das Amt des Reichshofmeisters entstand um 1430 und war das höchste Staatsamt im dänischen Reich. Er war eine Art Premierminister und Vertreter des Königs. Neben seiner hervorgehobenen konstitutionellen Stellung hatte er eine Reihe wichtiger Aufgaben, wenn seine Pflichten auch nicht klar definiert waren. Im 16. Jahrhundert leitete er die Finanzverwaltung und hatte die Oberaufsicht über die Rentkammer und das Zollwesen.

| Personendaten    | Personendaten                                                                              |
| ---------------- | ------------------------------------------------------------------------------------------ |
| NAME             | Ahlefeldt, Detlev von                                                                      |
| KURZBESCHREIBUNG | Herr auf Haseldorf, Haselau, Kaden, und Träger des Danebrog-Orden und des Elefanten-Ordens |
| GEBURTSDATUM     | 1612                                                                                       |
| STERBEDATUM      | 8. November 1686                                                                           |
| STERBEORT        | Hamburg                                                                                    |